# 插翅虎 (電影)
《插翅虎》（英語：The Winged Tiger）是由申江执导的香港電影，由于倩、陈鸿烈等領銜主演的电影。该电影主要讲述一个人为了除掉江湖恶人，于是伪装成“插翅虎”的故事。

## 劇情簡介
江湖中有两个恶人，他们的绰号分别为“插翅虎”和“活阎王”，二人分别有半本武功秘籍。
而江湖门派的人决定除掉这两个恶人，于是派一位侠士去做这些事情，而这位侠士决定先伪装成“插翅虎”并杀死了真正的“插翅虎”邓飞，然后拿着邓飞的半本秘籍接近了“活阎王”。
虽说通过这位侠士的努力，他终于击败了“活阎王”，但是他却因此失去了朋友……

## 演员表
- 于倩
- 田丰[6]
- 陈鸿烈
- 张志平
- 黄培基
- 郝履仁
- 沈月明
- 房勉
- 魏平澳
- 罗汉
- 井淼
- 姜大卫
- 郑雷
- 王钟[7]

## 備註
1. ↑  节选自《中国电影大辞典》作者为季华·程，出版社为上海辞书出版社, , 出版时间1995年
2. ↑  《星月爭輝：五六十年代國語片演員剪影: 五六十年代國語片演員剪影》中的介绍，作者：連民安， 吳貴龍
3. ↑  节选自《邵氏電影初探》，作者为香港资料馆。
4. ↑  《七十年代香港電影硏究》 第 8 卷，第 2期，出版社为康樂及文化事務署, 于2002面出版。
5. ↑  .   [2022-02-07]. （原始内容存档于2022-02-07）.
6. ↑  《臺灣影視歌人物誌》中的介绍，作者为王美玲
7. ↑  .   [2022-02-07]. （原始内容存档于2022-02-07）.

## 相關連結
- 豆瓣链接 （页面存档备份，存于）
- 互联网电影数据库（IMDb）上《插翅虎》的资料（英文）
- 香港影庫上《插翅虎》的資料（繁體中文）